# Zamek w Kocobędzu

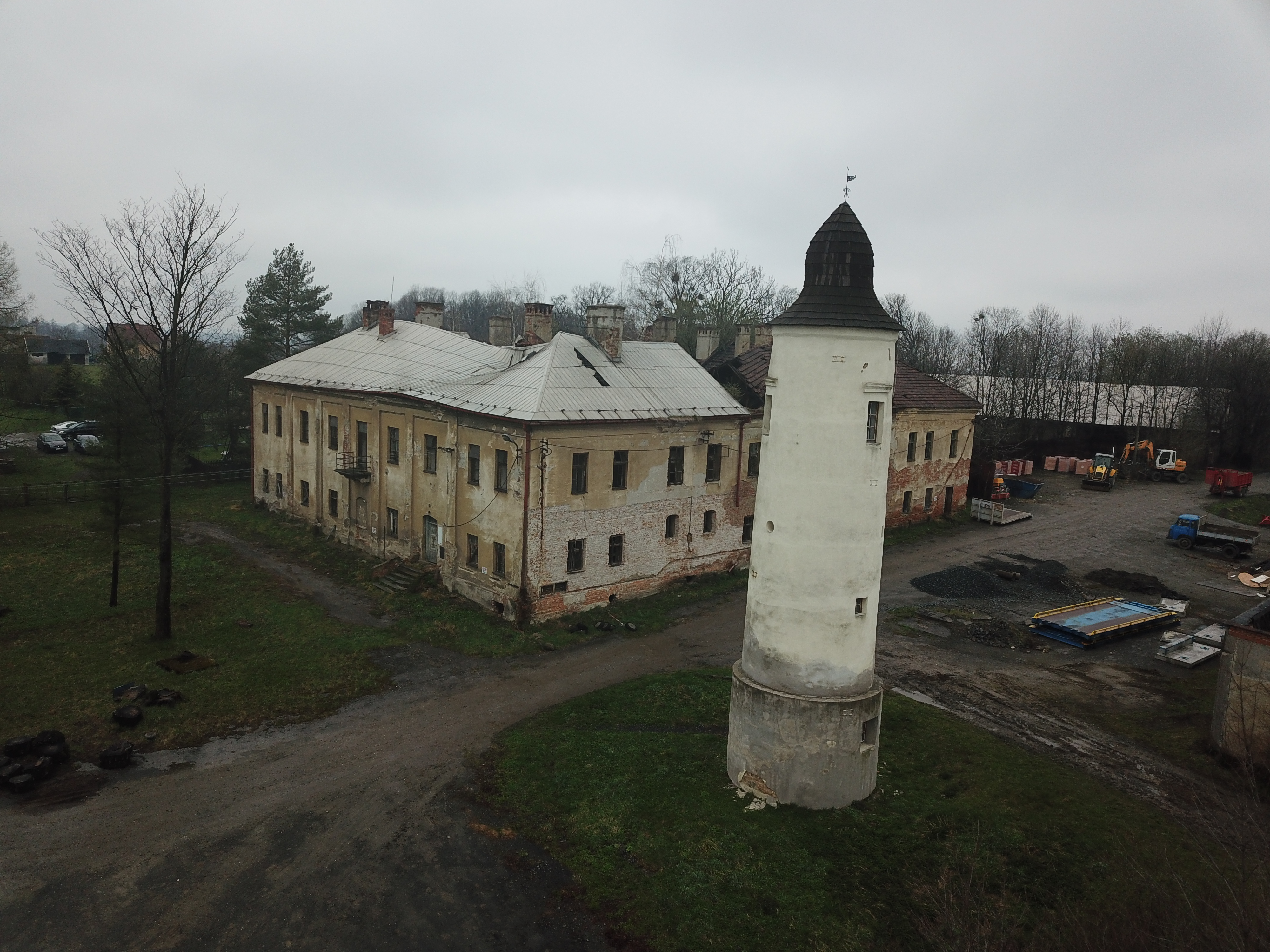
Zamek i wieża strażnicza (2021 rok)

Zamek w Kocobędzu – zamek z XIII wieku w gminie Kocobędz, w powiecie karwińskim, w Czechach (na Zaolziu). Obecnie znajduje się w stanie ruiny po pożarze w latach 70. XX wieku.

## Historia i opis budynku
W latach 1229–1268 opactwo benedyktynów w Tyńcu, którzy byli właścicielami Kocobędza, zbudowali dwór, by dostarczać żywność do klasztoru w Orłowej. Później w niejasnych okolicznościach dwór stał się własnością Piastów cieszyńskich.
W roku 1552 dwór otrzymał kanclerz cieszyński Wacław Rudzki z Rudz, który przebudował go na renesansową twierdzę. Zamek był w rękach szlachciców wraz z Kocobędzem, Ligotą i dworem w Górkach Wielkich.
W 1701 roku wieś wraz z zamkiem otrzymał ród z Kornic. Ostatnią właścicielką była Helena Katarzyna Marklowicka, która umarła bezdzietnie.
W roku 1757 zamek otrzymał ród Lichnowskich, którzy sprzedali zamek Trachom z Brzezia. Ci w latach 1780–1782 przebudowali renesansową twierdzę na barokowy zamek. Do dziś zachował się herb Trachów z Brzezia w bramie wjazdowej do dworu.

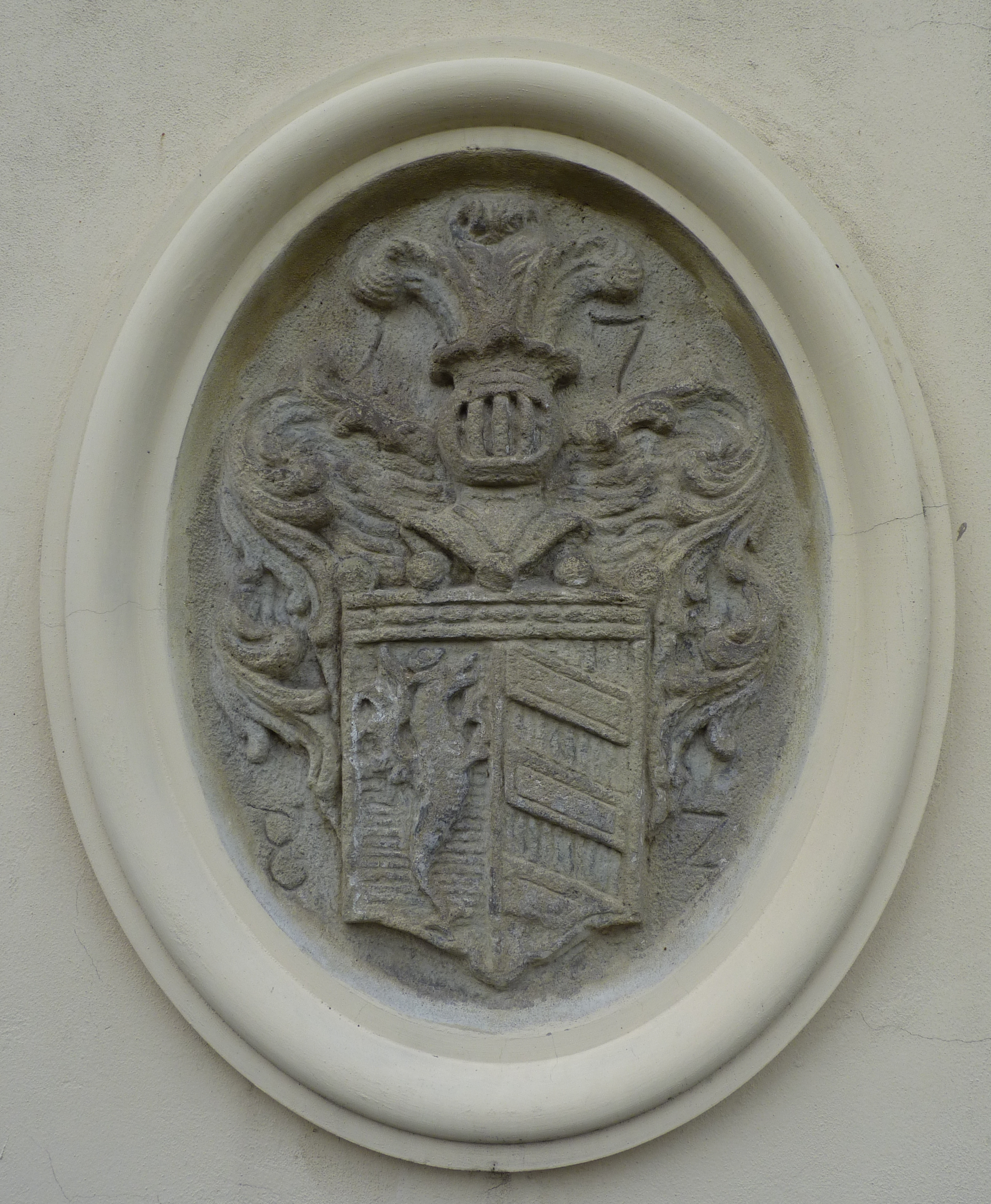
Herb Trachów z Brzezia w lewej części bramy wjazdowej do zamku w Kocobędzu

W roku 1817 Trachowie sprzedali zamek Albertowi Sasko-Cieszyńskiemu, który dołączył go do Komory Cieszyńskiej. W roku 1840 zamek został przebudowany na zamek łowiecki.
Za czasów Austro-Węgier w budynku zamku została otworzona szkoła rolnicza. Naukę rozpoczęto w roku 1872. By zwiększyć liczbę uczniów, zmodernizowano zamek w latach 1875–1879. Szkoła działała do roku 1923.
W latach międzywojennych w budynku działało kolejno przedszkole, szkoła dwuklasowa, szkoła obwodowa i poczta. W roku 1947 znów doszło do modernizacji obiektu.
Od roku 1952 budynek zamku należał do szkoły rolniczej w Czeskim Cieszynie. W roku 1970 doszło do pożaru, po którym obiekt służył wyłącznie do magazynowania zboża, narzędzi i chemikaliów.
Sformułowano kilka planów rekonstrukcji ruiny, ale dotychczas nie zrealizowano żadnego projektu. W 2013 r. budynek wystawiono na sprzedaż.

### Elementy Zamku
Wieża (przeszła remont w 2004 roku)
- Zamek – obecnie w stanie ruiny

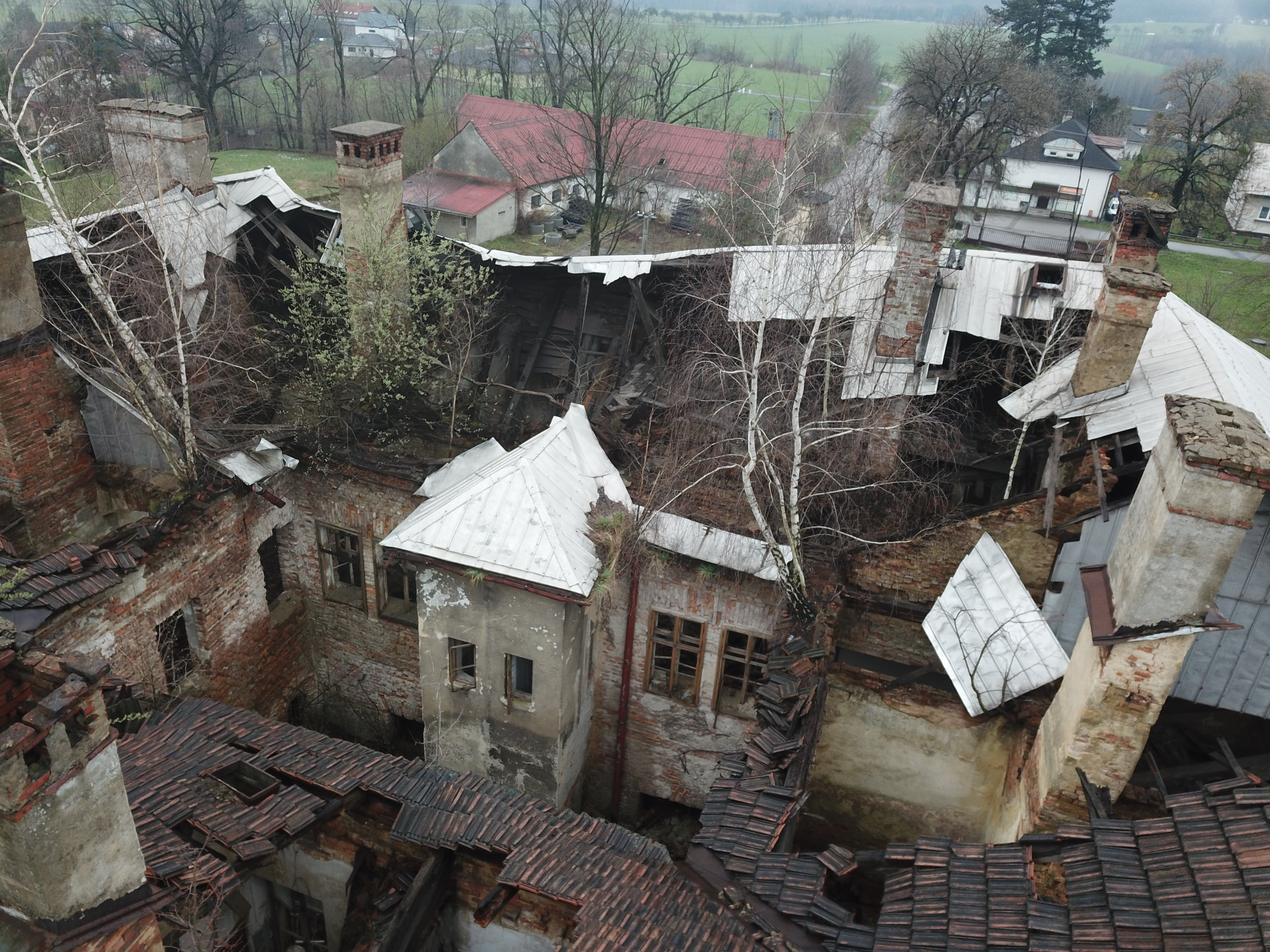
Wnętrze zamku z zawalonym dachem z lotu ptaka

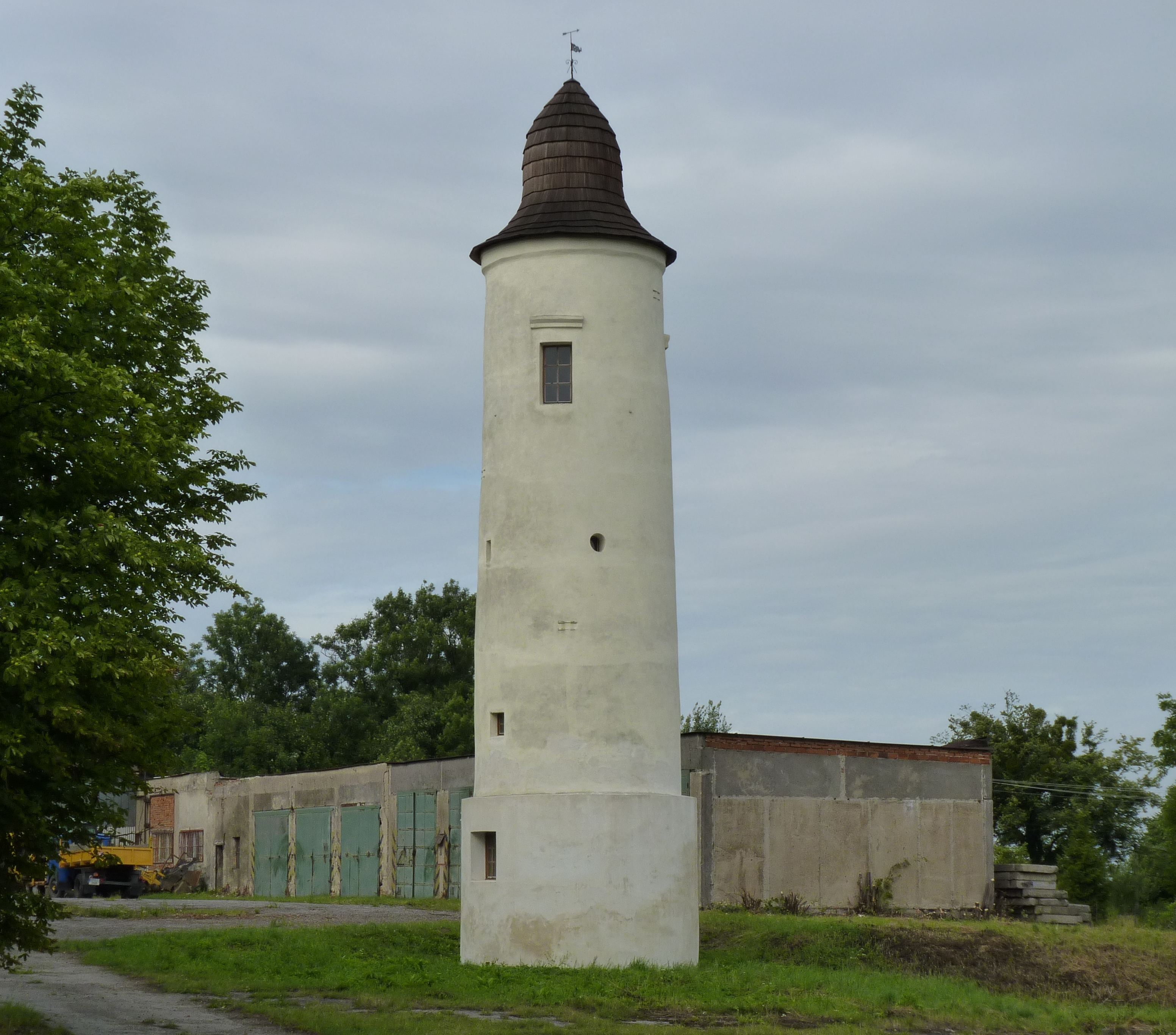
Wieża strażnicza

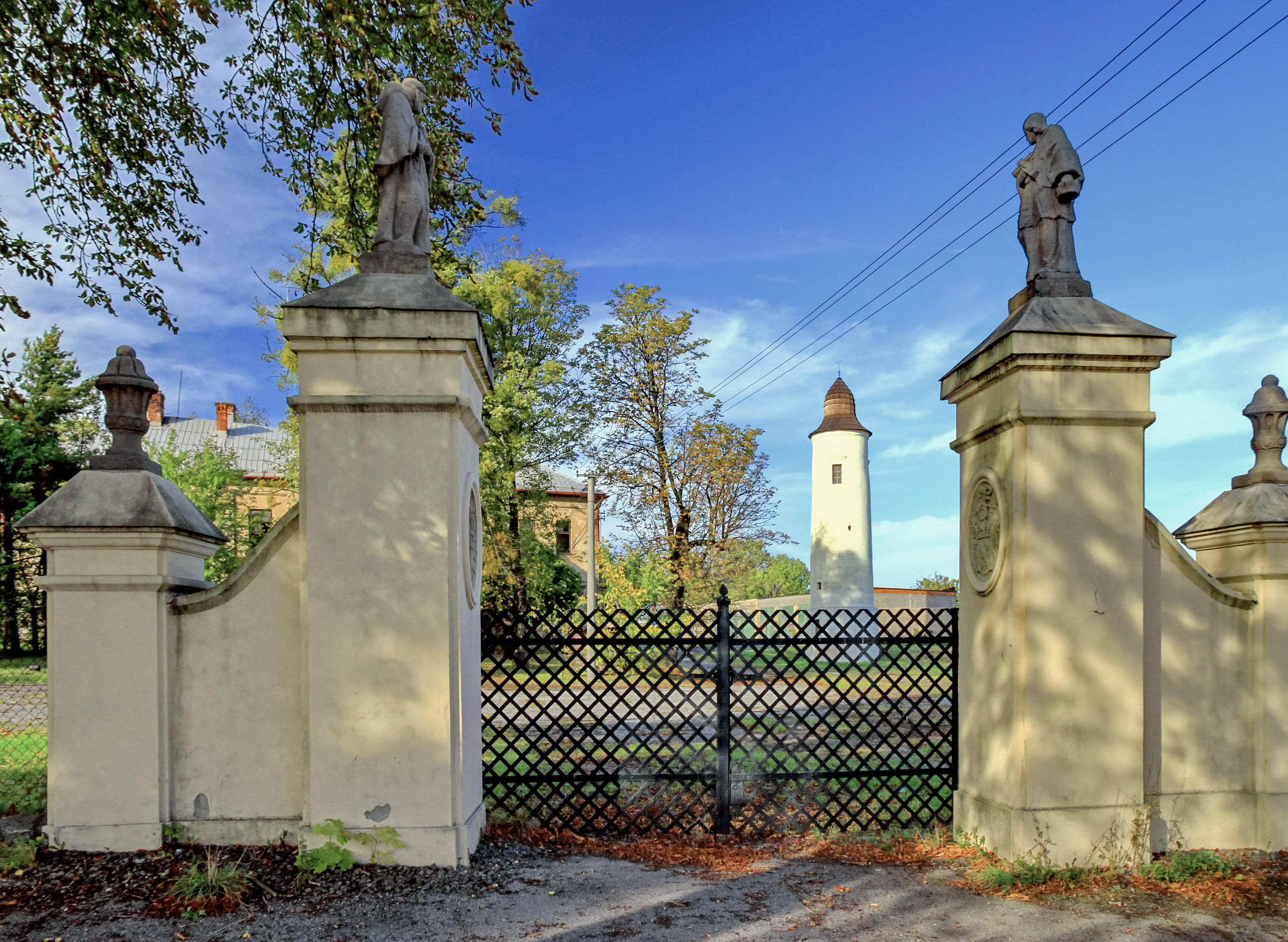
Brama zamku. Stan na rok 2012.

- Brama – naprawiona w roku 2004. Widnieją na niej Herby właścicieli.

### Legendy
Krążą legendy, że zamek w Kocobędzu jest połączony podziemnym tunelem z zamkiem w Cieszynie. Obecność takiego tunelu nie była stwierdzona.

## Obecny stan
Dziś z Zamku pozostała ruina po pożarze w roku 1970. Dach i część sufitów się zawaliły. Miejscami wyrastają brzozy.
W roku 2004 wyremontowano wieżę strażniczą i bramę.